# Georges Le Rumeur
Georges Le Rumeur, dit Mathaliz (28 août 1882, Fougères-16 octobre 1941, Azay-le-Rideau), est un écrivain nationaliste breton.
Il est intronisé Barde au Gorsedd de Bretagne de Saint-Brieuc, en 1907, sous le nom de  Mathaliz - Ab- Gwenc'hlan. Il est fondateur en 1911 du Parti nationaliste breton avec Camille Le Mercier d'Erm. Il collabore à plusieurs revues bretonnes.

## Œuvres
- A c'horsedd Breiz, Keraez, 1913
- Pour les Bretons ! : chants de guerre, d'Alain Gurval, illustrés de dessins du barde « Mathaliz » , 1914
- Breiz Divarvel, recueil de poésies en langue bretonne, animées d'un patriotisme ardent